# Psychoronia brooksi
Psychoronia brooksi är en nattsländeart som beskrevs av Ruiter 1999. Psychoronia brooksi ingår i släktet Psychoronia och familjen husmasknattsländor. Inga underarter finns listade i Catalogue of Life.